# Durval de Moraes
Durval Borges de Moraes (Maragogipe, 20 de novembro de 1882 — Rio de Janeiro, 5 de dezembro de 1948) foi um poeta simbolista brasileiro.. Foi consagrado, em 1911, como “o maior poeta da Bahia“.

## Biografia
Em 1907, formou-se em Química e Farmácia em Salvador. Foi assistente de Química na Escola Politécnica e no Instituto Agrícola de São Bento das Lajes. Viveu na Bahia, em Monte Azul e, em 1920, radicou-se no Rio de Janeiro, onde viveu até o final de sua vida.
A sua verdadeira biografia é a do poeta e do homem de fé e de piedade.  A sua atividade literária teve, desde logo, relevo excepcional no movimento simbolista baiano. Em 1900, aos 17 para 18 anos, Durval de Moraes já era autor de livro de versos, ainda não publicados. Acadêmico, participou das atividades do grupo simbolista da Nova Cruzada.
Extinta a Nova Cruzada, apareceu, em 1911, a revista Os Anais, que continuou a tradição da primeira. Em 1911, de volta à Bahia, Durval de Moraes recebeu dos artistas de Os Anais extraordinárias homenagens, sendo a principal delas o título de “o maior poeta da Bahia“.
Em 1929, foi eleito “Maître às Jeux”, pela Académie des Jeux Florimontains, da Sabóia, França, fundada, em 1607, por São Francisco de Sales. Era membro correspondente da Academia de Letras da Bahia, e delegado desta na Federação das Academias de Letras.
Jackson de Figueiredo, o grande líder da intelectualidade católica brasileira, dedicou-lhe o livro Durval de Moraes e os Poetas de Nossa Senhora (Editora Centro D. Vital, Rio, 1925), onde narra ter conhecido o poeta na Bahia, quando rodeado de figuras como Carlos Chiacchio, Domingues de Almeida, Artur de Sales, seu íntimo amigo, Galdino de Castro, Filemon Cruz, Pedro Kilkerry e outros.
Morreu no Rio de Janeiro em 5 de dezembro de 1948, poucos dias depois de ter completado 66 anos.

## Estilo literário
Para Andrade Muricy, em seu livro Panorama do Movimento Simbolista Brasileiro Vol. 2 (Editora Perspectiva, São Paulo, 1987), Durval de Moras é um poeta de notável virtuosidade. Enquanto quase todos os poetas simbolistas se contentavam com os metros clássicos da poesia (decassílabos e dodecassílabos), Durval dominou a técnica poética a ponto de utilizar com grande segurança metros excepcionais: 13, 14, 15 e 16 sílabas, num jogo rítmico habilíssimo, sem nunca perder de vista a musicalidade e expressividade.
O seu oitavo livro, e primeiro publicado, Sombra Fecunda (1913), reflete as numerosas experiências, tentativas e esboços escritos entre 1900 a 1910. O livro é de um simbolismo panteísta, onde reina um sinfonismo vocabular invulgar. Já em 1920, o seu livro No Extremo Promontório, inédito, demarcava nítida transição entre a fase panteísta e a fase cristã. Nessa época, por ato deliberado de vontade, Durval de Moraes despiu radicalmente a sua poesia de toda a sensualidade expressional. Houve um despojamento de todo o virtuosismo técnico em prol de uma pobreza intencional do verso — São Francisco de Assis, Nossa Senhora, Santa Teresa de Jesus, São João da Cruz, Padre Anchieta, Antônio Maria Zaccaria inspiraram-lhe versos intencionalmente pobres.
Já, porém, em Rosas do Silêncio (1926), Durval de Moraes apresentava indícios de um equilíbrio criador. Solidão Sonora (1943), Plasma II (1955) e Ouro de Folhas Mortas (1965), são obras em que a  essencialidade da expressão não é mais pobreza, mas verdadeira humildade. Os dois últimos títulos, em especial, são de um poeta livre, alto, nobre, e de um grande místico. São livros modernos; há ali um fluir perpétuo de poesia vivaz e doce, e de uma musicalidade que ultrapassa toda convenção.
Durval de Moraes foi um remanescente bem vivo da geração simbolista até o seu último ano de vida. Foi um simbolista até o fim.

## Obras

### Poesias
- 1913 - Sombra Fecunda
- 1921 - Lira Franciscana
- 1924 - Cheia de Graça
- 1926 - Rosas do Silêncio
- 1929 - O Poema de Anchieta
- 1941 - Conquistador do Infinito
- 1943 - Solidão Sonora
- 1955 - Plasmas II
- 1965 - Ouro de Folhas Mortas

### Inéditos
- 1900 - Em Peregrinação
- 1902 - Plasmas I
- 1903 - Blocos (sonetos)
- 1905 - Poemetos e Odes
- 1906 - A Grande Pátria (drama em versos)
- 1907 - Telilhas (drama em versos)
- 1910 - A Pedra (drama em versos)
- 1920 - No Extremo Promontório